# Букток

Емблема соціальної мережі «TikTok»

Букток (англ. book, TikTok, BookTok) — це сучасне цифрове явище, яке виникло на платформі TikTok і стало невід'ємною частиною літературної індустрії в онлайн-просторі; своєрідна підспільнота в TikTok, де користувачі створюють та діляться відео, пов'язаними з книгами, знімають огляди, рекомендації, обговорення літературних творів та тем, пов'язаних з читанням; є потужним інструментом для популяризації читання серед молоді та вплинуло на тренди у видавничій галузі.

## Генеза
Букток, як частина TikTok, почав набувати популярности на початку 2020 року під час пандемії COVID-19, коли люди шукали нові способи спілкування та самовираження в умовах ізоляції. Спільнота швидко зросла завдяки простоті створення контенту на платформі та можливості охопити широку аудиторію. Явище виникло органічно: спочатку це були аматори-книголюби, які почали ділитися своїми думками про книги в коротких відеороликах, розповідаючи про власні читацькі враження.
TikTok дозволив створити унікальний формат, де рекомендації книг подаються динамічно, у веселій та часто емоційно насиченій формі, що допомогло книголюбам знайти спільну мову з іншими користувачами. Зараз це явище охоплює мільйони користувачів і має потужний вплив на літературну індустрію. У листопаді 2023 року BBC повідомляло, що #BookTok переглянули понад 200 мільярдів разів у соціальній мережі з приблизно 60 мільярдами відео.

## Основні жанри та теми
Охоплює різноманітні жанри літератури, але особливу популярність мають наступні:
Молодіжна література (англ. YA, Young Adult)романи для підлітків та молоді є одними з найпопулярніших на Буктоці. Теми дружби, перше кохання, самовизначення та складнощі дорослішання привертають увагу великої аудиторії.
Фентезітрилогії та епічні саги з великим успіхом обговорюють на платформі. Шанувальники фантастичних усесвітів активно діляться власними враженнями та створюють фанатський контент.
Ромкоми (романтична комедія)книги з елементами романтичних історій є надзвичайно популярними на платформі. Драми та мелодрами привертають велику увагу аудиторії.
Трилери та детективитрилери з несподіваними поворотами сюжету та захопливі детективні розслідування є ще одним популярним жанром серед користувачів Буктоку.
Нон-фікшн (документальна література)хоча художня література домінує в Буктоку, нон-фікшн теж займає важливе місце, особливо книги про саморозвиток, психологію та бізнес.

## Вплив на книжковий ринок

Коллін Гувер, авторка популярних романів «Покинь, якщо кохаєш», «Спогади про нього», «9 листопада» тощо

Букток має значний вплив на книжковий ринок, оскільки рекомендації від користувачів можуть різко підвищити популярність книги. Багато творів, які вже давно були видані, раптово стають бестселерами після того, як про них згадують у популярних відео. Це явище інколи називають «ефектом TikTok». Наприклад, книги таких авторів, як-от Коллін Гувер та Медлін Міллер відродили свою популярність і стали бестселерами продажів.
Великий вплив Буктоку також спостерігається в зростанні продажів друкованих книг серед молоді, яка частіше була схильна до цифрового читання або взагалі менше зацікавлена в літературі. Видавці, помітивши цей тренд, почали активно співпрацювати з інфлюенсерами на платформі, надаючи їм примірники книг для огляду або навіть створюючи спеціальні рекламні кампанії для популяризації нових видань через TikTok.
За даними сервісу BookScan у США у 2021 році було продано 20 мільйонів друкованих книжок. Однією з найвідоміших авторів у спільноті Буктоку стала американська письменниця Коллін Гувер. За інформацією BookScan, з десяти книг, які найбільше купували в будь-якому жанрі, чотири були написані саме Гувер.
Українські читачі мають можливість ознайомитися з творами популярної авторки завдяки видавництву «Рідна мова», яке видало її найвідоміші романи «Спогади про нього», «9 листопада», «Лейла», «Веріті», «Огидне кохання».
Завдяки такій популярності, у 2024 році у світ вийшла екранізація роману «Покинь, якщо кохаєш» — один з найпопулярніших романів Коллін Гувер. Прем'єра фільму відбулася 6 серпня 2024 року в кінотеатрі AMC Lincoln Square в Нью-Йорку. Режисером фільму став Джастін Бальдоні, який також зіграв роль головного персонажа Райлі. Головні ролі також виконали Блейк Лайвлі та Брендон Скленар.

## Популярні користувачі
На платформі є багато відомих користувачів, які регулярно публікують контент про книги й мають тисячі, а іноді й мільйони підписників. Ці інфлюенсери часто отримують авторитетний статус у літературній спільноті, і їхні рекомендації мають значний вплив на вибір книг користувачами.
Відомі впливовці:
- @aymansbooks — одна з найпопулярніших книголюбок на TikTok, що спеціалізується на молодіжній літературі та фентезі.
- @moongirlreads_ — користувачка, яка відома своїми оглядами книг у жанрі трилера та романтики.
- @thebibliotheque — буктокер, який займається рецензуванням класичної та сучасної літератури, часто надаючи глибокі літературні аналізи.

## Букток і культура читання
Букток став інструментом не лише для розваги, але й для культурної комунікації. Спільнота включає в себе людей різного віку, статі, національностей, які об'єднуються навколо спільної пристрасті до читання. Це також допомагає створювати літературні виклики, наприклад, #ReadWithMe, #BookRecommendations, #BookReview, які сприяють поширенню культури читання.
Завдяки своїй інтерактивності, Букток часто створює нові тренди у книговиданні, включаючи популяризацію певних жанрів або тем, які раніше не мали великої аудиторії. Це впливає на рішення видавців щодо випуску нових книг та маркетингових стратегій.

## Критика та виклики
Незважаючи на популярність, спільнота також стикається з певною критикою. Наприклад, деякі користувачі відзначають, що книги, які стають популярними на платформі, не завжди є високоякісними творами, а їхній успіх може бути пов'язаний більше з «вірусністю» контенту, ніж з літературною цінністю. Крім того, іноді виникають дискусії про те, наскільки об'єктивними є відгуки від інфлюенсерів, які отримують книги безкоштовно або за плату від видавців.

## Букток в Україні
Український Букток також почав активно розвиватися, залучаючи все більше користувачів, які діляться своїми враженнями про книги українських та іноземних авторів. Це новий інструмент популяризації української літератури серед молодого покоління та спосіб залучення нових читачів до пізнання сучасної української літератури.
Відомі буктокери в Україні:
- @prolit_ — буктокерка знімає різноманітні огляди та розпакування книг, скетчі та багато іншого.
- @mari.inich — знімає довгі відео тривалістю 2-3 хвилини, у яких розгорнуто дає відгук на прочитану книгу.
- @dimasuperpersik — «книжкові» меми, огляди, відгуки.
- @susik — працює в книгарні й також знімає різні відгуки та огляди на книжки.
- @books_art_cats — одна з найпопулярніших буктокерок в Україні. Знімає огляди та відгуки на лімітовані видання книг, захоплюється читанням в оригіналі (англійською мовою).
- @andrii_novik — не тільки буктокер, а й письменник. Автор фентезійного роману «Медальйон трьох змій». Часто знімає, як проходять будні письменника.

## Найпопулярніші книги на Буктоку
- «Двір шипів та троянд» Сара Дж. Маас[6]
- «Шістка Атласа» Олівія Блейк[7]
- «Четверте крило» Ребекка Яррос[8]
- «Покинь, якщо кохаєш» Коллін Гувер[9]
- «Незриме життя Адді Ларю» В. Е. Шваб[10]
- «Гіпотеза кохання» Алі Гейзелвуд
- «Сім чоловіків Евелін Г'юґо» Тейлор Дженкінс Рід[11]
- «Шістка воронів» Лі Бардуґо[12]
- «Ми були брехунами» Е. Локгарт[13]
- «Трон зі скла» Сара Дж. Маас[14]
- «Жорстокий принц» Голлі Блек